# Quảng huyền sâm
Scrophularia ningpoensis là một loài thực vật có hoa trong họ Huyền sâm. Loài này được Hemsl. miêu tả khoa học đầu tiên năm 1890.